# Lauta (Marienberg)
Lauta ist ein Ortsteil der sächsischen Stadt Marienberg im Erzgebirgskreis.

## Geografie

### Lage
Lauta liegt etwa 2 Kilometer nordwestlich von Marienberg im Erzgebirge. Südwestlich von Lauta liegt die 688 m ü. NN hohe Dreibrüderhöhe, südöstlich des Ortes die 655 m ü. NN hohe Lautaer Höhe.
Bis zur Eröffnung der Ortsumgehung Marienberg 2007 durchquerte die Bundesstraße 174 Chemnitz–Reitzenhain den Ort, seitdem führt sie nördlich und östlich an Lauta vorbei. Über die Kreisstraße 8131 besteht zudem Anschluss an Lauterbach.

### Nachbarorte
| Hilmersdorf   |                                             | Lauterbach |
| Gehringswalde | Kompassrose, die auf Nachbargemeinden zeigt |            |
|               |                                             | Marienberg |

## Geschichte

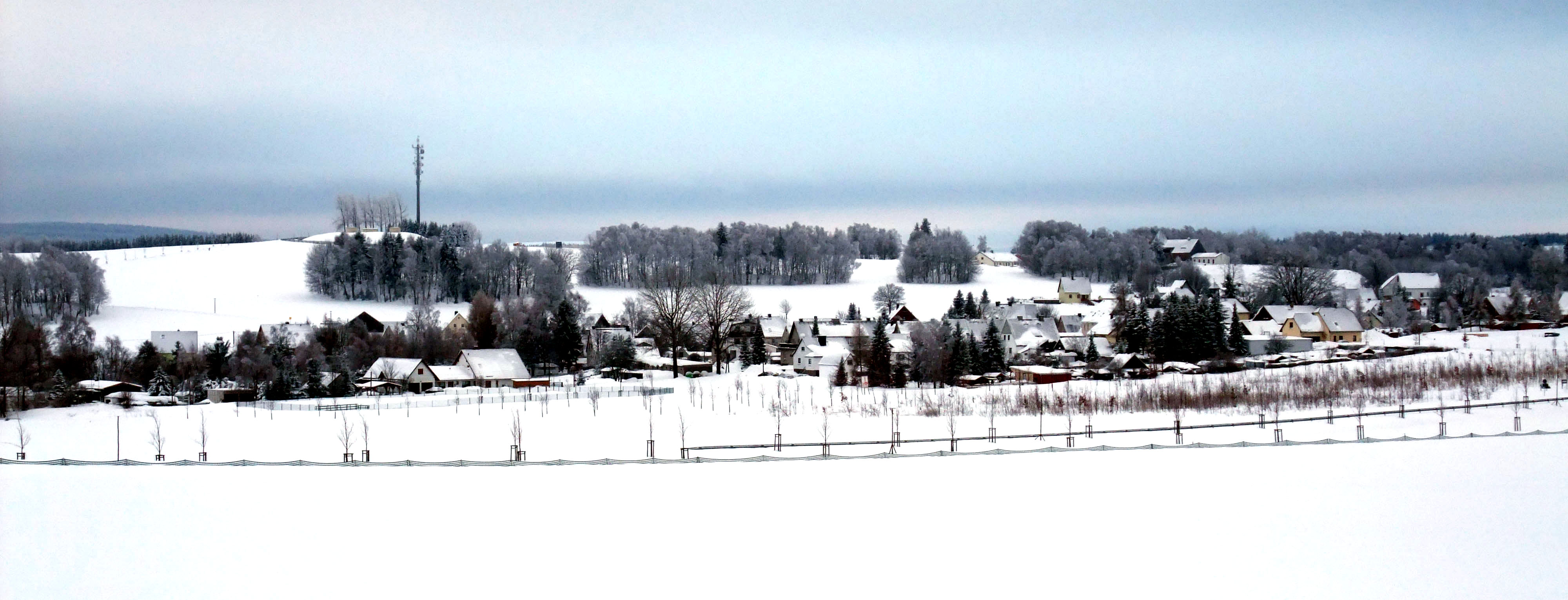
Lauta von Norden gesehen

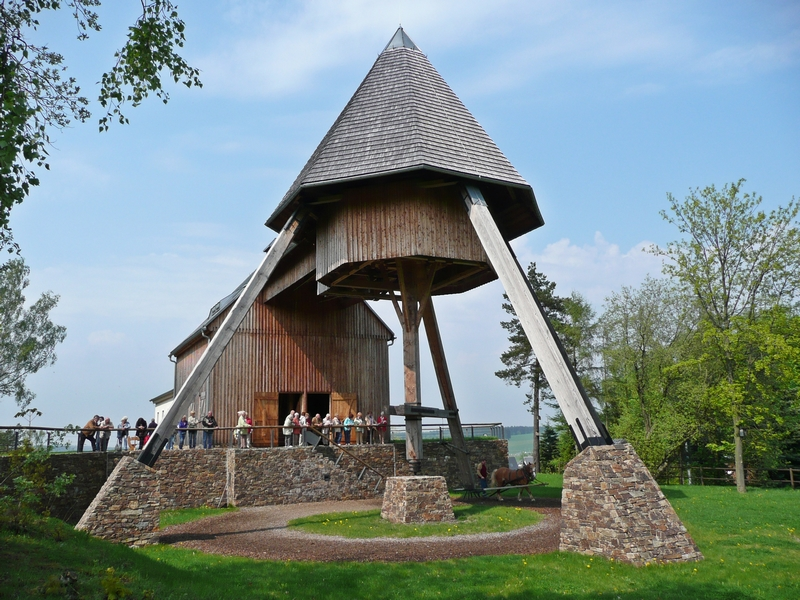
Rekonstruierter offener Pferdegöpel auf dem „Rudolphschacht“

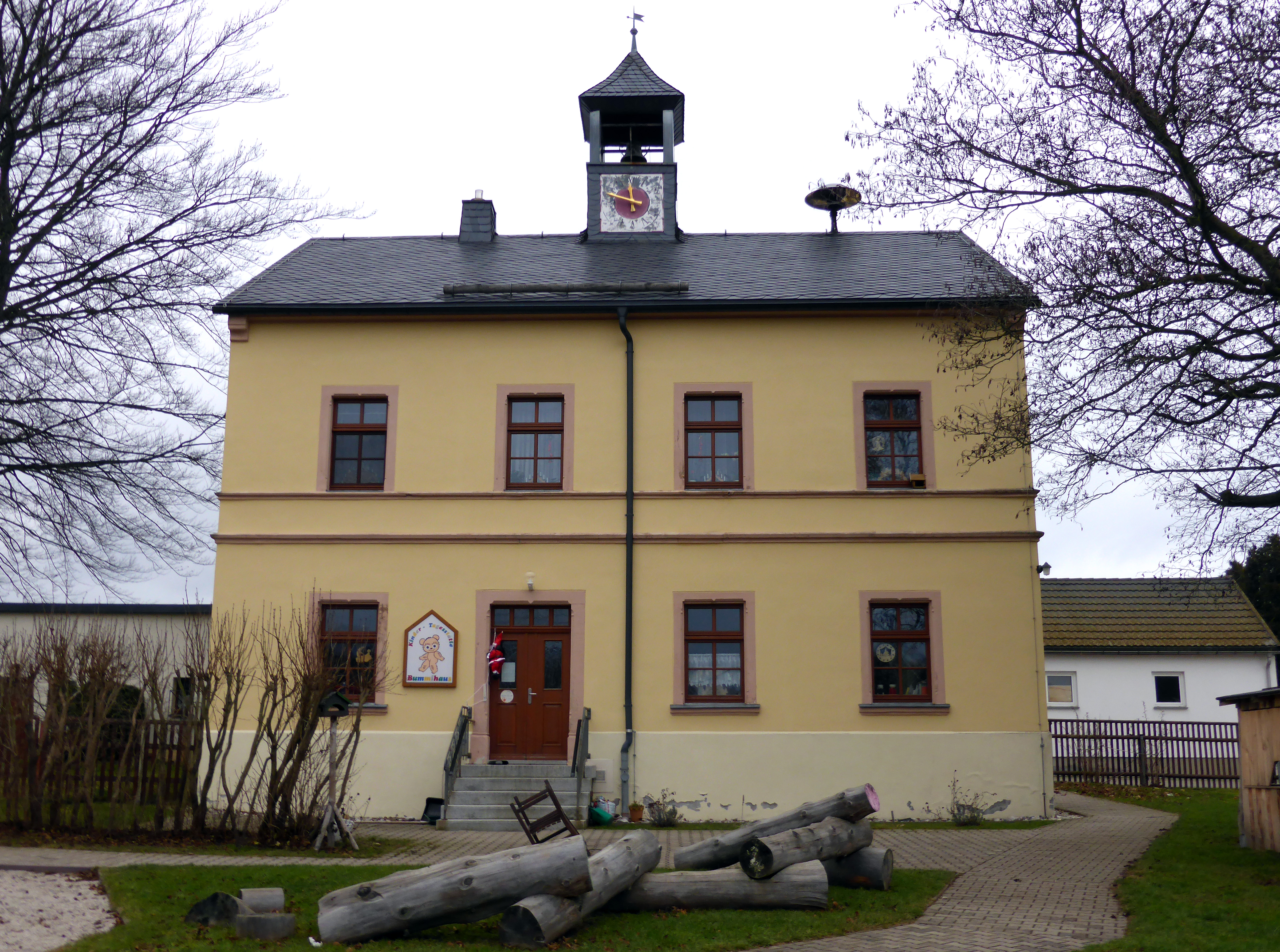
Ehemaliges Schulgebäude Lauta

Die erste urkundliche Erwähnung datiert von 1434 als die Lute. 1523 begann mit der Bauernzeche auf dem Bauer Morgengang der Bergbau in Lauta. Mit der Reformation 1539 gehörte der Ort zur Parochie Lauterbach, zum 1. Oktober 1875 kam Lauta zur Parochie Marienberg. Im Gegenzug kamen 1897 einige Zechenhäuser bei Rittersberg und zwei ehemalige Berggebäude von Niederlauterstein mit 27 Einwohnern zur Parochie Lauterbach. 1766 wurde eine Schule errichtet.
August Schumann nannte 1818 im Staats-, Post- und Zeitungslexikon von Sachsen Lauta betreffend u. a.: 

„Der Ort hat 230 Einwohner, eine Schule, und ist nach Lauterbach gepfarrt.“

1833 wurde die heutige B 174 durch Lauta trassiert. Ein 1881 auf dem Rudolf-Schacht gefundenes seltenes Mineral wurde durch den Freiberger Mineralogen Friedrich August Frenzel untersucht, der ihm den Namen Lautit gab – 1899 ging der Silberbergbau auf diesem Schacht zu Ende. Ein zwischen 1838 und 1877 auf dem Rudolphschacht in Betrieb gewesener Pferdegöpel wurde in den 1990er-Jahren originalgetreu wiedererrichtet. Im zugehörigen Besucherzentrum befindet sich eine Ausstellung zur Thematik „Bergbau im Marienberger Revier“. Die Bergbaulandschaft bei Lauta ist eine ausgewählte Stätte des UNESCO-Welterbes Montanregion Erzgebirge.
1883 wurde auf der Dreibrüderhöhe der 18 m hohe „Prinzeß-Marien-Turm“ errichtet. 1925 wurde der Ort ans Elektrizitätsnetz angeschlossen. Zur Versorgung der Stadt Chemnitz mit Wasser wurde von 1929 bis 1935 der Rudolph-Schacht für die Wasserförderung geöffnet, das Wasser wird der Talsperre Neunzehnhain II zugeleitet.
Zum 1. Januar 1994 wurde Lauta nach Marienberg eingemeindet.

## Entwicklung der Einwohnerzahl
| Jahr | Einwohnerzahl                             |
| ---- | ----------------------------------------- |
| 1552 | 11 besessene Mann, 10 Inwohner            |
| 1764 | 14 besessene Mann, 13 Häusler, 14 ¾ Hufen |
| 1834 | 319                                       |
| 1871 | 452                                       |
| 1890 | 434                                       |
| 1910 | 455                                       |

| Jahr | Einwohnerzahl |
| ---- | ------------- |
| 1925 | 449           |
| 1939 | 478           |
| 1946 | 461           |
| 1950 | 531           |
| 1964 | 481           |
| 1990 | 397           |

| Jahr | Einwohnerzahl |
| ---- | ------------- |
| 2007 | 369           |
| 2014 | 357           |
| 2015 | 353           |
| 2016 | 372           |